# Válvula selectora
La válvula selectora se utiliza cuando se desea que coincidan en una tubería dos flujos neumáticos provenientes de dos tuberías distintas sin que se produzcan interferencias entre los dos. Si a través de uno de los orificios de entrada se introduce aire comprimido, este pasa al orificio de utilización; mientras que el otro orificio de entrada permanece cerrado. Las válvulas selectoras funcionan como una puerta lógica OR; es decir, si existe presión en una de las dos entradas, habrá presión a la salida.
Se utilizan cuando se desea realizar el mando de un elemento neumático indistintamente desde dos puntos diferentes situados a cierta distancia entre sí. Por ejemplo, el funcionamiento de un cilindro de simple efecto puede ser activado desde dos pulsadores independientes. Presionando cualquiera de ellos se activaría un cilindro por medio de la válvula selectora.